# Teoria científica

A teoria científica é uma etapa do método científico, é o ponto principal deste ciclo. A teoria explica os fatos. O ciclo é formado basicamente por: observação > hipótese > experiencia > lei > teoria.

Teoria científica é uma explicação de um aspecto do mundo natural e do universo que foi repetidamente testado e verificado de acordo com o método científico, usando protocolos de observação, medida e avaliação dos resultados. Sempre que possível, as teorias são testadas sob condições controladas em um experimento. Em circunstâncias não passíveis de teste experimental, as teorias são avaliadas por meio de princípios do raciocínio abdutivo. Teorias científicas estabelecidas têm resistido a um escrutínio rigoroso e incorporam o conhecimento científico.
Uma teoria científica difere de um fato ou lei científica, ao passo que uma teoria explica o "por que" ou "como": um fato é uma observação simples e básica, enquanto uma lei é uma afirmação (geralmente uma equação matemática) sobre uma relação entre fatos. Por exemplo, a Lei da Gravidade de Newton é uma equação matemática que pode ser usada para prever a atração entre corpos, mas não é uma teoria para explicar como a gravidade funciona. Stephen Jay Gould descreve a diferença desta maneira: "fatos e teorias são coisas diferentes, não degraus em uma hierarquia de certeza crescente. Os fatos são os dados do mundo. Teorias são estruturas de ideias que explicam e interpretam fatos".
O significado de teoria científica (frequentemente reduzido para apenas "teoria", por brevidade) como usado nas disciplinas da ciência é significativamente diferente da palavra usada no vernáculo comum como teoria. Na linguagem cotidiana, teoria pode implicar em uma explicação que representa uma suposição não fundamentada e especulativa, enquanto na ciência descreve uma explicação que foi testada e é amplamente aceita como válida.
A força de uma teoria científica está relacionada à diversidade de fenômenos que ela pode explicar e à sua simplicidade. À medida que evidências científicas adicionais são reunidas, uma teoria científica pode ser modificada e, em última análise, rejeitada se não puder ser adaptada às novas descobertas; em tais circunstâncias, uma teoria mais precisa é então necessária. Algumas teorias são tão bem estabelecidas que é improvável que alguma vez sejam fundamentalmente alteradas (por exemplo, teorias científicas como a evolução, heliocentrismo, teoria celular, a tectónica de placas, teoria microbiana das doenças, entre outras). Em certos casos, uma teoria ou lei científica que falha em ajustar todos os dados ainda pode ser útil (devido à sua simplicidade) como uma aproximação em condições específicas. Um exemplo disso são as Leis de movimento de Newton, que são uma aproximação altamente precisa para relatividade restrita em velocidades que são pequenas em relação a velocidade da luz.
Teorias científicas são testáveis e fazem previsões passíveis de falseabilidade. Elas descrevem as causas de um determinado fenômeno natural e são usadas para explicar e prever aspectos do universo físico ou áreas específicas de investigação (por exemplo, eletricidade, química e astronomia). Tal como acontece com outras formas de conhecimento científico, as teorias científicas são ambos métodos dedutivos e indutivos, visando poder preditivo e explicativo. Os cientistas usam teorias para promover o conhecimento científico, bem como para facilitar os avanços em tecnologia ou medicina.

## Descrição
No pensamento científico, o fato sempre é superior à ideia, sendo que o fato sempre pode destruir - corretamente dizendo, falsear - a ideia. Por isso, uma teoria científica se constitui a partir de hipóteses testáveis e falseáveis, havendo sempre a possibilidade de que um novo fato venha a destruir a visão nela encerrada e até então válida e atual. Decorre que teorias científicas jamais são provadas pois é impossível garantir-se que nunca se descobrirá um novo fato que venha a contradizer alguma de suas ideias até então válidas. Algumas teorias estão tão bem corroboradas por uma quantidade tão grande de fatos que, na prática, é pouco provável conceber que estas sejam falseadas. Entretanto esta possibilidade é inerente e indissociável de qualquer teoria que se diz científica, não devido aos fatos, mas às ideias associadas à mesma.
Explicitamente, segue-se que, em acordo com a definição moderna de teoria científica - notoriamente atrelada ao positivismo de Popper e outros - não existe teoria científica, nem uma sequer, provada. Isto certamente é difícil de se assimilar em sua abrangência. Por exemplo: mesmo após as considerações presentes, se alguém lhe perguntasse: "A teoria da gravidade foi provada?", o que você responderia? Certamente hesitaria em dizer que não! Contudo, deve-se lembrar que a teoria da gravidade não constitui-se apenas pela evidência empírica - observacional - de que massa atrai massa. Isto, verifica-se! E esta evidência faz certamente parte da teoria gravitacional, contudo não há teorias sem ideias que descrevam e expliquem os fatos. Vê-se que a teoria da gravidade não encontra-se provada ao considerar-se a evolução histórica da mesma: da teoria proposta por Newton até a atual, a Relatividade Geral - proposta por Einstein - há certamente uma grande discrepância na área ideológica.
O pensamento científico está sempre evoluindo e sempre preserva a melhor teoria, geralmente a mais simples e abrangente, através da chamada "Navalha de Ockham".
Estabelecido o conceito de teoria científica, várias são, entretanto, as opiniões sobre a abrangência e precisão da mesma para descrever o universo como um todo, principalmente na área da filosofia ou mesmo dentro da filosofia da ciência.
Janice Moulton defende que as teorias científicas incorporam valores, porque advogam uma forma de descrever o mundo em detrimento de outras, e que mesmo as observações de fato são feitas a partir de algum ponto de vista ou teoria sobre o mundo, já pressuposta.
Thomas Kuhn defende que mesmo a argumentação usada na ciência não é livre de valorações, ou certa. A ciência envolve um sistema, ou paradigma, não apenas de generalizações e conceitos, mas de crenças sobre a metodologia e critérios de avaliação da investigação: sobre o que são boas questões, o que sejam desenvolvimentos adequados de uma teoria, ou métodos de investigação aceitáveis. Uma teoria substitui outra, não porque funcione, com sucesso, como premissa maior num maior número de deduções, mas porque responde a algumas questões que a outra teoria não responde. As mudanças de teoria ocorrem porque uma teoria satisfaz mais do que outra, porque as questões a que dá resposta são consideradas mais importantes. A investigação feita sob um paradigma não é feita para falsificar uma teoria, mas para preencher e desenvolver conhecimento para o qual o paradigma fornece um quadro de trabalho. O procedimento envolvido no desenvolvimento e substituição de um paradigma não é simplesmente dedutivo, e não existe, provavelmente, uma caracterização única adequada de como tal procedimento funciona. Isto não significa que ele seja irracional, ou não mereça ser estudado, mas apenas que não existe uma caracterização universal simples do que seja uma boa argumentação científica.

### O método científico
Contudo, implicações filosóficas à parte, uma teoria científica obedece necessariamente a um método em sua elaboração, o método científico. Este método de trabalho é cíclico, exigindo confronto permanente entre as ideias e os fatos que integram a teoria, o que, ao final, resulta na veracidade das afirmações abaixo:
- Opiniões pessoais, quem quer que as emita, NÃO constituem fatos em uma teoria científica. As opiniões, se testáveis e falseáveis mediante os fatos, constituem, quando muito, hipóteses científicas, ideias dentro da teoria . Neste contexto o papel da autoridade em ciência, mesmo que ainda certamente relevante ao contexto científico, certamente difere em muito daquele exercidos pelas demais autoridades de outras áreas sociais, como a filosofia: em um debate científico acirrado, os FATOS, e não a autoridade, decidem quais ideias científicas são válidas ou quais são inválidas.
- Crença não constitui fato em uma teoria. Fato é algo necessariamente verificável, embora não necessariamente reprodutível. Crença também não constitui uma hipótese científica pois, pela própria definição de crença, trata-se de uma proposição que não fundamenta-se em fatos verificáveis; não há fatos que as corroborem.
- Uma teoria, apesar de necessariamente falseável em virtude das ideias que a compõem, não é algo duvidoso, descartável ou tão pouco incorreto. Ela é a melhor, mais honesta, e talvez a única maneira racionalmente aceitável de se descrever o que se conhece do mundo natural até a data de sua validade.
- Uma teoria científica não é uma crença. Não se acredita em uma teoria. Se corrobora uma teoria com fatos, ou, em caso contrário, se demonstra que a mesma é falsa mediante a falsificação de suas ideias, feita necessariamente por contradição com um novo fato até então desconhecido, e não por contradição com outra ideia (ressalvado-se aqui a natureza científica das ideias em questão e a harmonia lógica inerente, certamente).

### Equívocos sobre teorias científicas
Muitas vezes as pessoas se confundem sobre a definição de uma teoria. Nossos dicionários trazem o significado que corresponde a uma visão popular de uma teoria, o que seria equivalente a uma hipótese, ou definindo de uma forma ainda melhor, uma especulação, algo duvidoso, incerto. No entanto, na Ciência, uma hipótese não é o mesmo que teoria, apesar de integrá-la quando satisfaz a condição de ser testável e falseável frente aos fatos, e tão pouco teoria é algo duvidoso, apesar de necessariamente falsificável.
Há também uma confusão relativa à análise do que poderia se chamar de "grau de confiabilidade" que uma teoria apresenta. Muitas pessoas acreditam que uma lei científica possuiria um grau maior de comprovação que uma "teoria" (aqui em acepção em "senso comum"), mas não é isso o que ocorre. Teorias e leis, segundo a ciência, são definidas por conceitos bem distintos, de naturezas diferentes. Elas não se distinguem apenas por algum tipo grau de hierarquia. As leis nada mais são que hipóteses científicas com ampla área de validade e exaustivamente confrontadas frente a um número enorme de fatos, mas ainda e nada mais que hipóteses, com um "título honorífico", apenas. Uma teoria é definida por um conceito muito mais abrangente, que necessita do conceito de hipótese científica e em consequência do conceito de lei para estabelecer-se, mas não se define frente os mesmos apenas.
Outra confusão frequente é o equívoco entre fato e teoria. Teoria é composta por ideias que explicam o fato, mais especificamente o conjunto de fatos, e portanto uma teoria deve ser construída a partir de um conjunto de fatos; Uma teoria é a união do conjunto de ideias e do conjunto de fatos a que estas se relacionam.
Qual seria então o papel do fato face à teoria? Ele geralmente mas não necessariamente inicia e posteriormente constitui o alicerce da teoria. O fato reformula e rejeita a ideia em uma teoria, na medida em que qualquer teoria é passível de modificação; ele redefine e justifica a teoria, levando a uma melhora constante dos conceitos por ela propostos.
Não se pode jamais afirmar, como muitos fazem-no, que uma teoria é um fato, ou que se transforma, quando provada, em fato. Pode ocorrer que leis científicas possuam o mesmo "nome" que as teorias associadas. E há fatos que são também confundidos pelo mesmo nome da teoria a qual pertence. Deve-se ter entretanto cuidado com estas confusões de conceitos.
Uma teoria jamais é uma expressão perfeita da realidade, mas um modelo, em definição estrita da palavra, pelo qual a realidade conhecida pode ser descrita, compreendida, e pelo qual a realidade ainda desconhecida pode ser estimulada a ser descoberta.

## Teoria segundo Hawking
De acordo com o físico teórico Stephen Hawking, em Uma Breve História do Tempo, "uma boa teoria deve satisfazer a dois requisitos: Precisa descrever com precisão um número razoável de observações, com base em um modelo que contenha poucos elementos arbitrários; e deve prever com boa margem de definição resultados de observações futuras". Mais especificamente em sua área de atuação: "qualquer teoria na física é sempre provisória, no sentido de que é apenas uma hipótese, você nunca pode prová-la em definitivo. Não importa quantas vezes os resultados das experiências estejam de acordo com algumas teorias, não se pode ter a certeza de que na próxima vez o resultado não irá contradizê-las. Por outro lado, você pode refutar uma teoria por encontrar uma única observação que não concorde com as suas previsões".